# Mesvres
Mesvres – miejscowość i gmina we Francji, w regionie Burgundia-Franche-Comté, w departamencie Saona i Loara.
Według danych na rok 1990 gminę zamieszkiwało 836 osób, a gęstość zaludnienia wynosiła 36 osób/km² (wśród 2044 gmin Burgundii Mesvres plasuje się na 279. miejscu pod względem liczby ludności, natomiast pod względem powierzchni na miejscu 337.).